# Trafford FC
Trafford FC (celým názvem: Trafford Football Club) je anglický fotbalový klub, který sídlí ve vesnici Flixton v metropolitním hrabství Greater Manchester. Založen byl v roce 1990 pod názvem North Trafford FC. Od sezóny 2018/19 hraje v Northern Premier League Division One West (8. nejvyšší soutěž). Klubové barvy jsou černá a bílá.
Své domácí zápasy odehrává na stadionu Shawe View s kapacitou 2 500 diváků.

## Historické názvy
Zdroj: 
- 1990 – North Trafford FC (North Trafford Football Club)
- 1994 – Trafford FC (Trafford Football Club)

## Úspěchy v domácích pohárech
Zdroj: 
- FA Cup
  - 3. předkolo: 2006/07, 2012/13, 2013/14
- FA Trophy
  - 3. kolo: 2000/01
- FA Vase
  - 5. kolo: 1995/96

## Umístění v jednotlivých sezonách
Stručný přehled
Zdroj: 
- 1990–1991: Mid-Cheshire League (Division Two)
- 1991–1992: Mid-Cheshire League (Division One)
- 1992–1994: North West Counties League (Division Two)
- 1994–1997: North West Counties League (Division One)
- 1997–2003: Northern Premier League (Division One)
- 2003–2008: North West Counties League (Division One)
- 2008–2013: Northern Premier League (Division One North)
- 2013–2015: Northern Premier League (Premier Division)
- 2015–2018: Northern Premier League (Division One North)
- 2018– : Northern Premier League (Division One West)

Jednotlivé ročníky
Zdroj: 
Legenda: Z - zápasy, V - výhry, R - remízy, P - porážky, VG - vstřelené góly, OG - obdržené góly, +/- - rozdíl skóre, B - body, červené podbarvení - sestup, zelené podbarvení - postup, fialové podbarvení - reorganizace, změna skupiny či soutěže
| Sezóny  | Liga                                         | Úroveň | Z  | V  | R  | P  | VG | OG | +/- | B  | Pozice |
| ------- | -------------------------------------------- | ------ | -- | -- | -- | -- | -- | -- | --- | -- | ------ |
| 2009/10 | Northern Premier League (Division One North) | 8      | 42 | 15 | 8  | 19 | 79 | 73 | +6  | 53 | 12.    |
| 2010/11 | Northern Premier League (Division One North) | 8      | 44 | 15 | 7  | 22 | 73 | 92 | -19 | 52 | 14.    |
| 2011/12 | Northern Premier League (Division One North) | 8      | 42 | 15 | 11 | 16 | 70 | 66 | +4  | 56 | 12.    |
| 2012/13 | Northern Premier League (Division One North) | 8      | 42 | 24 | 8  | 10 | 93 | 44 | +49 | 80 | 4.     |
| 2013/14 | Northern Premier League (Premier Division)   | 7      | 46 | 20 | 8  | 18 | 77 | 73 | +4  | 68 | 10.    |
| 2014/15 | Northern Premier League (Premier Division)   | 7      | 46 | 6  | 15 | 25 | 58 | 93 | -35 | 33 | 23.    |
| 2015/16 | Northern Premier League (Division One North) | 8      | 42 | 19 | 8  | 15 | 78 | 51 | +27 | 65 | 8.     |
| 2016/17 | Northern Premier League (Division One North) | 8      | 42 | 18 | 16 | 8  | 80 | 46 | +34 | 70 | 6.     |
| 2017/18 | Northern Premier League (Division One North) | 8      | 42 | 17 | 15 | 10 | 61 | 50 | +11 | 66 | 6.     |
| 2018/19 | Northern Premier League (Division One West)  | 8      | 38 |    |    |    |    |    |     |    |        |